# 440-й истребительный авиационный полк
440-й истребительный авиационный полк (440-й иап) — воинская часть Военно-воздушных сил (ВВС) Вооружённых Сил РККА, принимавшая участие в боевых действиях Великой Отечественной войны.

## Наименования полка
За весь период своего существования полк менял своё наименование:
- 440-й истребительный авиационный полк ПВО;
- 440-й истребительный авиационный полк.

## История полка
440-й истребительный авиационный полк сформирован 23 июля 1941 года в 7-м истребительном авиационном корпусе ПВО на аэродроме Шум (г. Ленинград) по штату 015/134 на основе одной эскадрильи 153-го иап на самолётах МиГ-3 и звена И-16 из 26-го иап. На следующий день после формирования вступил в боевые действия против фашистской Германии и её союзников в составе 7-го иак ПВО. На 24 июля 1941 года имел в боевом составе 13 МиГ-3 и 3 И-16. Полк осуществлял прикрытие города Ленинграда и военных объектов с воздуха, помимо задач ПВО вылетал на прикрытие наземных войск, штурмовку войск противника, действуя в интересах командования Ленинградского (до 23.08.1941 — Северного) фронта.
Первая известная воздушная победа полка в Отечественной войне одержана 15 августа 1941 года: лейтенант Азаров Е. А. в воздушном бою в районе Сиворицы сбил немецкий истребитель Ме-109 (Messerschmitt Bf.109).
В сентябре 1941 года (12.09.1941) полк передал 4 МиГ-3 и 5 лётчиков в 19-й иап, 2 И-16 в 26-й иап и 1 неисправный МиГ-3 в ремонтные органы. Лётный состав железнодорожным составом убыл в тыл на доукомплектование и переучивание, сначала на аэр. Подборовье, затем 22 сентября 1941 года в Учебно-тренировочный центр ЛТС Ленинградского фронта в г. Череповец. С 24 сентября 1941 года по 8 ноября 1941 года личный состав полка вёл боевую работу на самолётах УТЦ ЛТС ЛФ по прикрытию г. Череповец и Бабаево. А 9 ноября, передав 2 лётчиков в 19-й иап и 4 лётчиков в 157-й иап, убыл в 1-й запасной истребительный авиационный полк Московского Военного округа в г. Чебоксары. В 1-м зиап 9 декабря полк переформирован по штату 015/174 и освоил истребители ЛаГГ-3. 17 июля 1942 года полк был готов к ведению боевых действий и отправлен на Сталинградский фронт в состав 268-й истребительной авиадивизии 8-й воздушной армии. К боевым действиям приступил 26 июля 1042 года на самолётах ЛаГГ-3. После тяжёлых боёв 20 августа 1942 года полк передал 2 исправных ЛаГГ-3 в 9-й гвардейский истребительный авиационный полк и убыл в тыл на доукомплектование в 1-й запасной истребительный авиационный полк в г. Арзамас, где находился с 23 августа по 18 сентября 1942 года.
18 сентября 1942 года полк был расформирован в составе 1-го запасного истребительного авиационного полка, личный состав использован для укомплектования истребительных авиаполков Сталинградского фронта (в основном 13-го иап).
| МиГ-3 | И-16 | ЛаГГ-3 |

## В действующей армии
В составе действующей армии:
- с 26 июля 1941 года по 10 ноября 1941 года;
- с 28 июля 1942 года по 20 августа 1942 года.

## Командиры полка
- капитан, майор Муразанов Иван Петрович[2], 1941—1942
- батальонный комиссар Мешков Евграф Петрович, август 1942 г. (ВРИД)[3]

## В составе соединений и объединений
| Период        | Фронт (округ)            | армия               | корпус, дивизия                              | примечание                 |
| ------------- | ------------------------ | ------------------- | -------------------------------------------- | -------------------------- |
| 23.07.1941 г. | Северный фронт           | ВВС фронта          | 7-й истребительный авиационный корпус ПВО    | Шум, Ленинградская область |
| 23.08.1941 г. | Ленинградский фронт      | ВВС фронта          | 7-й истребительный авиационный корпус ПВО    |                            |
| 12.09.1941 г. | Ленинградский фронт      | ВВС фронта          | УТЦ ЛТС                                      |                            |
| 09.11.1941 г. | Московский военный округ | ВВС округа          | 1-й запасной истребительный авиационный полк |                            |
| 17.07.1942 г. | Сталинградский фронт     | 8-я воздушная армия | 268-я истребительная авиационная дивизия     |                            |
| 23.08.1942 г. | Московский военный округ | ВВС округа          | 1-й запасной истребительный авиационный полк |                            |
| 18.09.1942 г. | Московский военный округ | ВВС округа          | 1-й запасной истребительный авиационный полк | расформирован              |

## Участие в операциях и битвах
- Оборона Ленинграда — с 24 июля 1941 года по 12 сентября 1941 года.
- Сталинградская битва — с 17 июля 1942 года по 20 августа 1942 года.

## Лётчики-асы полка
| Фамилия, имя отчество          | Награды | Сбито самолётов (+ в группе) | Примечание |
| ------------------------------ | ------- | ---------------------------- | --- |
| Абрамашвили Николай Георгиевич |         | 8 + 1                        | Лётчик полка: июнь — авг. 1942. Герой Российской Федерации (21.09.1995, посмертно); Погиб 30 ноября 1942 г. Сбит в воздушном бою      |
| Азаров Евгений Александрович   |         | 13 + 7                       | Лётчик полка: июнь — сент. 1941. Боевых вылетов: около 400. Один самолёт противника сбит таранным ударом. Умер 26 января 1957 г.      |
| Войтаник Трофим Алексеевич     |         | 7 + 0                        | Лётчик полка: июль — сент. 1942. Боевых вылетов: 92. Один самолёт противника сбит таранным ударом                                     |
| Жуковский Сергей Яковлевич     |         | 8 + 10 (8 + 5)               | Лётчик полка: дек. 1941 — окт. 1942. Боевых вылетов: более 500. Умер 10 ноября 1980 г.                                                |
| Игнатьев Михаил Трофимович     |         | 16 + 5                       | Лётчик полка: июнь — авг. 1942. Умер 27 ноября 1973 г.                                                                                |
| Новожилов Иван Васильевич      |         | 16 + 6                       | Лётчик полка: июнь — сент. 1942. Боевых вылетов: около 300. Умер 22 октября 1976 г.                                                   |
| Романов Павел Васильевич       |         | 5 + 4                        | Лётчик полка: июль — авг. 1942. Боевых вылетов: 224. С октября 1942 г. — лётчик-испытатель 4 Управления ГК НИИ ВВС КА. Умер в 1993 г. |
| Хаустов Иван Иванович          |         | 10 + 12                      | Лётчик полка: окт. 1941—1942. Пропал без вести 6 марта 1945 г. Не вернулся с боевого задания.                                         |

## Итоги боевой деятельности полка
Всего за годы Великой Отечественной войны полком:
| Сбито самолётов противника, всего | Сбито бомбардировщиков противника, всего | Сбито истребителей противника, всего | Уничтожено самолётов на аэродромах, всего |
| --------------------------------- | ---------------------------------------- | ------------------------------------ | ----------------------------------------- |
| 35                                | 5                                        | 30                                   | 9                                         |

Свои потери (только за 1942 г.):
| Потеряно самолётов, всего | Погибло лётчиков всего |
| ------------------------- | ---------------------- |
| 14                        | 8                      |

## Самолёты на вооружении
| Период      | Самолёты |
| ----------- | -------- |
| 1941 — 1942 | МиГ-3    |
| 1941 — 1942 | И-16     |
| 1942 — 1942 | ЛаГГ-3   |